# Rhinogobius chiengmaiensis
Rhinogobius chiengmaiensis es una especie de pez de la familia de los Gobiidae en el orden de los Perciformes.

## Morfología
Los machos pueden llegar a alcanzar los 5 cm de longitud total.

## Alimentación
Come larvas de insectos,  y gambas.

## Hábitat
Es un pez de Agua dulce, de clima tropical y demersal.

## Distribución geográfica
Se encuentran en Asia: Tailandia.

## Observaciones
Es inofensivo para los humanos.